# Гаррісбург (Арканзас)
Гаррісбург (англ. Harrisburg) — місто (англ. city) в США, в окрузі Пойнсетт штату Арканзас. Населення — 2212 особи (2020).

## Географія
Гаррісбург розташований за координатами 35°33′44″ пн. ш. 90°43′17″ зх. д. / 35.56222° пн. ш. 90.72139° зх. д. (35.562276, -90.721341).  За даними Бюро перепису населення США в 2010 році місто мало площу 5,26 км², уся площа — суходіл. В 2017 році площа становила 6,10 км², уся площа — суходіл.

## Демографія
Згідно з переписом 2010 року, у місті мешкало 2288 осіб у 851 домогосподарстві у складі 583 родин. Густота населення становила 435 осіб/км².  Було 934 помешкання (178/км²). 
Расовий склад населення:
| - 95,3 % — білих - 2,1 % — чорних або афроамериканців - 0,2 % — корінних американців - 0,2 % — азіатів |

До двох чи більше рас належало 1,6 %. Іспаномовні складали 1,6 % від усіх жителів.
За віковим діапазоном населення розподілялося таким чином: 25,1 % — особи молодші 18 років, 58,3 % — особи у віці 18—64 років, 16,6 % — особи у віці 65 років та старші. Медіана віку мешканця становила 38,0 року. На 100 осіб жіночої статі у місті припадало 88,8 чоловіків;  на 100 жінок у віці від 18 років та старших — 86,8 чоловіків також старших 18 років.
Середній дохід на одне домашнє господарство  становив 35 550 доларів США (медіана — 30 030), а середній дохід на одну сім'ю — 46 023 долари (медіана — 37 321). Медіана доходів становила 40 504 долари для чоловіків та 27 850 доларів для жінок. За межею бідності перебувало 30,8 % осіб, у тому числі 34,7 % дітей у віці до 18 років та 16,7 % осіб у віці 65 років та старших.
Цивільне працевлаштоване населення становило 643 особи. Основні галузі зайнятості: освіта, охорона здоров'я та соціальна допомога — 29,1 %, роздрібна торгівля — 12,9 %, мистецтво, розваги та відпочинок — 12,3 %.